# Zabalam
Zabalam, actuellement Tell Ibzeikh (gouvernorat de Dhi Qar, Irak), est une ancienne ville sumérienne située en Basse Mésopotamie, à la jonction du canal Iturungal avec le canal Ninagina, longtemps située dans la mouvance de la cité voisine d'Umma. Zabalam est un important lieu de culte de la déesse Inanna (ou Ishtar). Le site archéologique n'a pas fait l'objet de fouilles régulières, mais des fouilles clandestines en ont exhumé des textes. L'histoire de cette ville est surtout connue par les mentions du temple de sa divinité tutélaire, dans des hymnes dédiés à des sanctuaires et des inscriptions royales commémorant sa reconstruction.

## Histoire
Les références les plus anciennes à Zabalam ont été trouvées sur des tablettes de la Période de Djemdet Nasr (v. 3000-2900 av. J.-C.) qui incluaient plusieurs cités antiques - Ur, Nippur, Larsa, Uruk, Kish, et Zabalam. Au dynastique archaïque (v. 2900-2340 av. J.-C.), Zabalam semble avoir été dans la mouvance de la cité-État d'Umma, au moins durant sa période finale (v. 2500-2340 av. J.-C.). Sa déesse tutélaire, Inanna de Zabalam, jouit alors d'une grande popularité. Une inscription dans un bol, indique que Zabalam était sous le contrôle de Lugal-zagesi d'Umma à la fin de la période des Dynasties archaïques. Quelques tablettes administratives de ce même règne mises au jour lors de fouilles clandestines proviennent sans doute des archives du temple d'Inanna de Zabalam.
À la période de l'Empire d'Akkad, le roi Rimush rapporte avoir vaincu une révolte de Zabalam et de la cité voisine d'Adab, faisant de nombreux prisonniers et détruisant les murailles des deux villes en représailles. Un de ses successeurs (Naram-Sin ou Shar-kali-sharri) commémore la reconstruction du temple de la déesse Inanna de Zabalam. Le temple d'Inanna de Zabalam est par ailleurs le sujet de l'hymne 26 de la prêtresse Enheduanna qui a vécu à cette période.
Sous la Troisième dynastie d'Ur, Zabalam était contrôlée par le gouverneur d'Ur  à Umma, capitale de la province d'Umma.
Après la chute d'Ur III, Zabalam entra dans la sphère d'influence de la cité-état d'Isin comme l'attestent les noms d'année de plusieurs souverains, notamment Itar-pisa et Ur-Ninurta. La ville passa ensuite sous le joug d'Abi-sarê de Larsa (v. 1900 av. J.-C.), dont le nom d'année indique la construction du « canal préféré d'Inanna de Zabalam ». Un de ses successeurs, Warad-Sîn, restaure à son tour le temple d'Inanna de Zabalam, qui est alors nommé en sumérien é-sag-íl, « Temple au fondement imposant » (nom similaire à celui du temple de Marduk à Babylone) ou é-kalam-ta-ní-gùr-ru, « Temple qui inspire la crainte au Pays ». Par la suite, après sa conquête de la région, Hammurabi de Babylone restaure à son tour le temple de la déesse, alors nommé é-zi-kalam-ma, « Temple de la Vie du Pays ».

### Liens Externes
- CDLI background on Zabala
- Year Names of Naram-Sin of Akkad
- Year Names of Abisare of Larsa
- Translation of Temple HYmns of Enheduanna
- Post 2003 war looting at Zabala